# プリンセッション・オーケストラ
『プリンセッション・オーケストラ』は、UNISON（アリア・エンターテインメント）とキングレコードの共同原作による、日本のテレビアニメ作品。2025年4月からテレビ東京系列ほかにて放送中。略称は『プリオケ』。
キングレコード、アリア・エンターテインメント、タカラトミーによるオリジナルテレビアニメプロジェクトとして始動した。企画原案は『戦姫絶唱シンフォギア』シリーズで原作を手がけた金子彰史が担当する。

## あらすじ
「プリンセッション・オーケストラ」、それは勇気と元気から生まれたポップソング・ファンタジア。
「アリスピア」と呼ばれる不思議な国が、昔から世界のどこかにあった。その国では、楽しいことが大好きなアリスピアンという住民たちがいたが、まもなくしてジャマオックという怪物が現れ、穏やかだったアリスピアの平和が脅かされることになり、それが続くとアリスピアから輝きを失ってしまう。そこに、3人のヒロインとなるプリンセスたちが登場し、胸に歌を忘れず、ピンチに立ち向かう冒険が始まる。

## 登場人物
出典：

### プリンセス
アリスピアに危機が訪れたときに現れ、脅威を追い払うと伝えられている伝説の歌姫。強い力を持つ女の子が自ら歌のカケラを生み出し、それを用いて専用の衣装を纏い、歌で自らのミューチカラを高めることで敵と戦う。
空野 みなも（そらの みなも）
声 - 葵あずさ
本作品の主人公。13歳の中学2年生。7月3日生まれ（蟹座）で血液型はB型、身長158cm。
少し引っ込み思案だが芯が強い性格の持ち主で、頑張る人を見ると応援したくなる。家庭科が得意科目で、母親から教わった菓子作りを趣味とし、かなりの腕前を持つ。
かがりのライブへなつとともに行くも、ベスが放ったジャマオックがライブ会場を襲撃、危機的な状況に陥るが、プリンセス・ジールが撃退したことで事なきを得る。翌日なつが路上ライブを行おうとした際にもジャマオックが現れ、なつのミューチカラが奪われたのを見て彼女を救おうと決意すると、歌のカケラが生み出されプリンセス・リップルに覚醒する。最初は自分に何が起こったか戸惑いを隠せず、十分に戦えなかったが、ジールの正体であるかがり、そしてナビーユからプリンセスのあらましを教えられ、またジャマオックが再びなつを襲い、ミューチカラを奪って成体となったのを見て、なつのミューチカラを取り戻すためリップルとして戦うことを決心、戦い方を会得しジャマオックの撃退に成功する。
プリンセス・リップル
みなもが変身するプリンセス。水色がイメージカラーで、髪色は水色に変化、水色と白を基調とした衣装を纏う。必殺技は波から水流を生み出し敵めがけて放つ「リップル・シャイニーストリーム」。第18話からは大きな水のたまをハンマー投げのように投擲してぶつける「リップル・ハンマースプラッシュ」を使うようになる。
識辺 かがり（しるべ かがり）
声 - 藤本侑里
13歳の中学2年生で、みなもとは別のクラスに所属。8月8日生まれ（獅子座）で血液型はA型、身長163cm。
著名な振付師の父と世界的に有名なオペラ歌手の母の影響で幼少時から慣れ親しんでいたことから、アリスピアでは卓越した歌とダンスで周囲を魅了し、「アリスピアの歌姫」と目されるようになっており、アイドル的人気を誇る。その一方で既にプリンセス・ジールに覚醒しており、裏で活動していた。
大きな会場でライブを開催するも、ジャマオックの襲撃を受けるが、ジールに変身し撃退する。翌日ジャマオックの襲来を感知したナビーユとともに向かった先でみなもがリップルに覚醒したのを目撃するが、戸惑い戦うのもままならないリップルに加勢し助け、変身を解いた後プリンセスについてみなもに話す。
普段は祖父母と暮らすことが多いことから、世間一般のことにやや疎い一面も持つ。また和菓子など甘い物が好きで、見ると目を輝かせたりもする。
プリンセス・ジール
かがりが変身するプリンセス。赤がイメージカラーで、髪色・衣装ともに赤が基調色となっている。必殺技は発生させた炎を地面に叩きつけて噴火による火柱を発生させる「ジール・ライジングヴォルケーノ」。第17話からは炎の剣を生み出して切り裂く「ジール・ファイアクリティカル」を使うようになる。
一条 ながせ（いちじょう ながせ）
声 - 橘杏咲
みなもたちの後輩で、12歳の中学1年生。10月21日生まれ（天秤座）で血液型はO型、身長154cm。
直感を信じ、考えがないまま行動することが多い。誰とでも仲良くなれる性格でもある。
アリスピアの期待の新人として、投稿した動画が注目されている存在で、これを見たみなもはファンになり、なつとともに挨拶し仲良くなる。その後アリスピアでの路上ライブを行おうとするがドラムとジャマオックの襲撃に遭いミューチカラを奪われるが、駆けつけたみなもとかがりによって救われる。ミューチカラを奪われてもなお、辛うじて動くことはできたが、その際にプリンセスが自身のミューチカラを奪ったジャマオックと戦っているのを目撃した。
しかし、これをきっかけに自身のミューチカラは偽物ではないかという劣等感に苛まされ、アリスピアで活躍しなくなってしまう。その後、自身のファンであったあいこと共にジャマオックにまた襲われ、あいこのミューチカラを奪われた際、合流してきたプリンセスである2人に自身の劣等感を吐露する。すると、かがりに「そんなことはないよ」と元気づけられたことで改心。あいこを救いたいという決心でプリンセス・ミーティアに覚醒する。
家では「すけさん」と「アイリン」の2匹の猫を飼っている。
プリンセス・ミーティア
ながせが変身するプリンセス。黄色がイメージカラーだが、実際は髪色・衣装ともに緑に近いものとなっている。必殺技は上空に複数の恒星を召喚し、地面を爆破して破片に飛び乗り、それを細かく砕いて無数のホーミングレーザーとして発射する「ミーティア・アステロイドシャワー」。第16話からは稲妻を発生させ足に纏い、空中から落下してキックする「ミーティア・ロケットストライク」を使うようになる。

### アリスピアン
アリスピアに住む住民の総称で、外見は妖精のような姿をしており、その大小だけでなく、飛んだり歩いたりなど多種多様である。人間の女の子が作り出す「楽しいもの」を好み、アリスピアを訪れ活動する彼女たちを応援するが、地球側に来ることはできない。
ナビーユ
声 - 下野紘
アリスピアンの一個体で、プリンセスを導きサポートする存在。ウサギのような長い耳で邪悪な気配を察知することができる。身長30cm。
グリムさん
声 - 新井里美
アリスピアンの一個体で、少女たちのアリスピアの活動を支援するスタッフ。音響の設置など様々なことをこなすことができる。身長100cm。
カメオさん
声 - 子安武人
図書館司書を務めるアリスピアンの一個体。身長90cm。
ダック軍曹
声 - 大塚芳忠
アリスピアンの一個体で、アリスピアの防衛隊長。身長90cm。
副官
声 - 畠中祐
アリスピアンの一個体で、アリスピアの防衛隊の副官。身長80cm。
タマゴ
声 - 朝井彩加
アリスピアンの一個体で、アリスピアの防衛隊員。身長60cm。
ドドメさん
声 - 森永千才
アリスピアンの一個体で、かえでのクッキング配信の助手を務める。身長120cm。

### バンド・スナッチ
アリスピアに災いをもたらす敵対勢力。
赤の女王（あかのじょおう）
声 - 水樹奈々
バンド・スナッチの主であり、アリスピアを統べる者。
カリスト
声 - 小林千晃
バンド・スナッチのリーダーを務める男性。身長180cm。
ギータ
声 - 千葉翔也
気分屋でトラブルメーカーの少年。身長160cm。
ベス
声 - 榎木淳弥
冷静で的確な判断力の持ち主。身長183cm。
ドラン
声 - 武内駿輔
飄々とした性格だが、戦闘になれば荒々しくなる。身長188cm。
ジャマオック
バンド・スナッチが使役する怪物。アリスピアに出現し、女の子からミューチカラを奪いとるのが目的で、ミューチカラを得ることで幼体から成体へと成長し強くなる。
プリンセスしか倒すことができず、倒されると奪われたミューチカラは大半が持ち主へ戻るとともに、一部はプリンセスと呼応することで新たな歌のカケラが生み出される。
その力によってポーン型、ナイト型などの種別が存在する。

### プリンセスの家族

#### 空野家
空野 誠志郎（そらの せいしろう）
声 - 日野聡
みなもの父。5月8日生まれ（牡牛座）で血液型はA型。テレビのアナウンサーとして有名。
空野 ようこ（そらの ようこ）
声 - 南條愛乃
みなもの母。7月20日生まれ（蟹座）で血液型はB型。製菓専門学校の先生をしている。
みなもと同じ年頃の時にアリスピアに頻繁に通っていた。みなもに明かしたところによれば、「お化け屋敷」と呼ばれていた空き家がアリスピアへの入り口となっており、そこから女の子たちがアリスピアに頻繁に向かい、現実世界では姿を消したように見えることから騒ぎとなった事から、空き家は立ち入り禁止になったものの、ようこたちはそれをかいくぐって中に入ったり、立てこもり騒動を起こしたこともあるという。現在もアリスピアは大事な居場所だったと語っている。
空野 りく（そらの りく）
声 - 若井友希
みなもの弟。5月10日生まれ（牡牛座）で血液型はO型。

### その他の人々
陽ノ下 なつ（ひのもと なつ）
声 - 藍村光
みなもの幼なじみ。13歳の中学2年生。11月9日生まれ（蠍座）で血液型はO型。
アイドルになることを夢としており、それを叶えるためアリスピアで活動している。作詞作曲にも長けている。みなもとは互いをよく理解し合っている。
立て続けにジャマオックの襲撃に遭いミューチカラを奪われるが、みなもとかがりによって救われる。
かがりやながせと比べて何も無い、足を引っ張っているのではと思い悩むみなもに対し、優しい言葉を投げかけ励ました。
根津 あいこ（ねづ あいこ）
声 - 逢田梨香子
ながせを一途に応援するファンの少女。12歳の中学1年生。11月4日生まれ（蠍座）で血液型はO型。
ジャマオックの襲撃に遭いミューチカラを奪われるが、プリンセスに覚醒したながせによって救われる。
姫崎 みらい（ひめざき みらい）
声 - 夏吉ゆうこ
プリンセスに憧れる少女で、中でもリップルを推しとしている。11歳の小学5年生。5月5日生まれ（牡牛座）で血液型はA型。
プリンセスに会うためアリスピアを訪れるもジャマオックの襲撃に遭うが、プリンセスたちによって救われる。目を覚ましたときにプリンセス、中でもリップルのことが大好きだと直接伝えることができた。
佐藤 かえで（さとう かえで）
声 - 阿澄佳奈
アリスピアで話題となっているクッキングアイドルで、歌って踊りながら料理を作る配信を行っている。15歳の中学3年生。9月29日生まれ（天秤座）で血液型はO型。
ジャマオックの襲撃に遭いミューチカラを奪われるも、プリンセスによって救われる。目覚めると作っていたカップケーキが無くなっていたことから、鬼の形相で犯人を捜そうとし、それを見たギータは思いきり引いて去って行った。
日村 みかん（ひむら みかん）
声 - 大久保瑠美
格闘技道場の娘で、道場に門下生を集めるため、武術を音楽を組み合わせた新しいダンスを考案して普及させようとする。13歳の中学2年生。9月23日生まれ（天秤座）で血液型はA型。
ジャマオックの襲撃に遭い、自らの武術で撃退しようとするも対抗できず、ミューチカラを奪われるが、プリンセスによって救われる。
奏美 えな（そうび えな）
声 - 松田利冴
奏美 ろな（そうび ろな）
声 - 松田颯水
ダンスユニットを結成した双子姉妹。共に13歳の中学2年生。12月13日（射手座）生まれで血液型はB型。
ダンスの練習中にカリストの計略で二人ともミューチカラを奪われる。最初えなのミューチカラを元にしたジャマオックを倒すことができたものの、カリストがろなのミューチカラを元にしたジャマオックを別の場所に送り込んでいたことが分かる。追いついたプリンセスたちはカリストの力に一度は圧倒されるも、再び挑んでジャマオックの撃退に成功する。
曽本 さき（そうもと さき）
声 - 久野美咲
アリスピアの街中でサックスを吹く少女。14歳の中学3年生。1月22日生まれ（水瓶座）で血液型はAB型。
少女たちの心情を知るべく女装してアリスピアを巡っていたカリストが見つけ、その音色から即興でセッションを始める。
葉加瀬 まなび（はかせ まなび）
声 - 内田真礼
みなもの隣のクラスの生徒で、発明を得意とし、『プロフェッサーまなびの発明チャンネル』の配信者。14歳の中学2年生。4月18日生まれ（牡牛座）で血液型はA型。
機械に強いことから客員放送委員としてなつたち放送委員会を手伝っている。
風花 すみれ（かざはな すみれ）
声 - 鬼頭明里
みなもたちの先輩に当たる14歳の中学3年生で図書委員を務めている。物腰が柔らかく、大人びた雰囲気をしている。2月21日生まれ（魚座）で血液型はA型。
ベスによるアリスピアの女の子襲撃事件が発生し、プリンセスが応戦する中、迷い込んできた小さい女の子を救うべくすみれが飛び込んで守る。それをリップルが守り、促される形で女の子を連れて逃げ出すことに成功する。
田中 まい（たなか まい）
声 - 和氣あず未
ながせの同級生。ダンスを得意としその踊りで見た者を魅了する。13歳の中学1年生。4月29日生まれ（牡牛座）で血液型はA型。
何かしら悩みがあると察したながせがまいに尋ねると、それは歌って踊るながせの配信を見たことがきっかけで自分もダンスだけで無く歌うべきか悩んでいることを明かす。ながせが自らの言葉でまいに励ましの言葉をかけたことで、まいも元気を取り戻しダンスに打ち込む決意を決める。その矢先ギータによってミューチカラを奪われるが、それを目の当たりにしたミーティアは怒り、その力によって新たな歌と技を生み出しジャマオックを撃退、救い出した。
馳川 はやて（はせがわ はやて）
声 - 雨宮天
かがりの同級生。走るのが大好きで陸上部に所属している。13歳の中学2年生。10月10日生まれ（天秤座）で血液型はAB型。
放課後元気がない様子から、それを見てかがりが声をかけるも笑ってごまかしていた。実際は楽しく自由に歌うかがりのライブ配信を見て、「自分は好きな陸上に打ち込むだけでいいのか」と思い悩んでおり、それから解放されるためアリスピアに訪れた際にドランによってミューチカラを奪われてしまう。そこから生み出されたジャマオックからと「走るのが大好き、でも歌うのも大好きだし歌って解放されたい」というはやての本心が吐露される。これを聞いたジールははやての後押しになるような歌の力によってジャマオックを倒して救い出す。その後はやてはかがりに「走ることと歌うことどちらを選べばいいのか」と悩んでいたことを明かすとともに、「どちらも選ぶ」と自身が導き出した答えを告げた。

## 作中用語
出典：
アリスピア
女の子のみが訪れることができ、なりたい自分を叶えることができる不思議の国。かつては廃墟の扉や廃道となったトンネルが、インターネットが普及した現代ではアリスピアchがその入り口となっており、存在については女の子だけの秘密とされている。
この国では歌やダンス、料理やメイクなど、誰もが自由に好きなことをすることが可能で、国の住民アリスピアンの認証が得られれば、彼らが運営するスタジオや図書館、ライブ会場といった施設を利用することができる。また時間の流れも地球と異なり、アリスピアで2〜3時間滞在しても地球では30分しか経っていない。
アリスピアch（アリスピアチャンネル）
インターネット上に存在する動画投稿サイト。大人や男の子が見ると普通の動画投稿サイトだが、女の子がアクセスし、「エントランス」という動画を再生することで地球からアリスピアに行くことができる。
動画投稿サイトとしては女の子がアリスピアの存在が分からない状態で好きなことに打ち込んでいる動画がアップロードされている。
ミューチカラ
アリスピアに満ちている不思議なエネルギーで、プリンセスの力の源。「楽しい」「嬉しい」という感情に応じて生み出され、歌や踊りなど音楽にまつわるもので高まる。
これが奪われるとこうした感情を喪失し、無気力・無関心に陥ってしまう。ただし、ながせのように非常にアグレッシブな人は奪われても辛うじて動くことは可能な模様。
歌のカケラ
ミューチカラの結晶で、女の子から自力で生み出されるものと、ジャマオックから取り戻したミューチカラから生成されるものがある。前者は生み出した女の子がプリンセスへ変身するのに使われ、持ち主の個性に応じた形をしており、変身時にジュエルベルに変化して鳴らすことで変身するほか、変身後は持ち手がつくことでマイク状のミューズタクトに変化し、必殺技の発動にも使われる。後者はプリンセスの強化に用いられる。

## 制作
『シンフォギア』で培った『歌いながら戦う』をコンセプトに制作は始まった。戦闘中の歌は全てアフレコで収録しており、場面によってのニュアンスの違いを表現している。また監督の大沼は『歌いながら口パクや動作に全てを合わせるのは厳しく、口パクは改めて編集している』と語っている。

## スタッフ
- 原作 - UNISON[7]、キングレコード[7]
- 企画原案 - 金子彰史[7]
- 製作総指揮 - 上松範康[7]
- 監督 - 大沼心[7]
- 助監督 - 関根侑佑[7]
- シリーズ構成・脚本 - 逢空万太[7]
- キャラクター原案 - 島崎麻里[7]
- キャラクターデザイン - 秋山由樹子[7]
- サブキャラクターデザイン - 﨑本さゆり
- アリスピアンデザイン、アイキャッチ - あぼしまこ
- ジャマオックデザイン - 大畑晃一
- プロップデザイン - 井本由紀、氏家嘉宏
- 色彩設計 - 長谷川美穂[7]
- 美術監督 - 平間由香[7]、大崎唯[7]
- 美術設定 - 小山真由子、石原江莉奈
- 撮影監督 - 木田健斗[7]
- 3D監督 - 濱村敏郎[7]
- 編集 - 木村勝宏[7]
- 音響監督 - 本山哲[7]
- 音響効果 - 安藤由衣[7]
- 音響制作 - ビットグルーヴプロモーション
- 録音調整 - 安斎歩[7]
- 音楽 - Elements Garden（菊田大介、笠井雄太、竹田祐介）[7]
- 音楽プロデューサー - 菊田大介
- 音楽制作 - キングレコード[7]
- 音楽協力 - テレビ東京ミュージック
- アニメーション制作 - SILVER LINK.[7]
- アニメーションプロデューサー - 鬼塚康介
- プロデューサー - 諏訪豊、斎藤譲、加茂隆、冨田明宏、津川明倫、沖英治
- 製作 - Project PRINCESS-SESSION、テレビ東京

## 主題歌
「ゼッタイ歌姫宣言ッ！」
オルケリアによるオープニングテーマ。作詞・作曲は上松範康、編曲は菊田大介。
第1話ではエンディングテーマとして使用された。
「君とつなぐオーケストラ」
オルケリアによるエンディングテーマ。作詞はSpirit Garden、作曲・編曲は菊田大介。
「人生は流星だ☆彡」
一条ながせ（橘杏咲）による第5話のエンディングテーマ。作詞はSpirit Garden、作曲・編曲は竹田祐介。
「使命は赤きセレナーデ」
バンド・スナッチによる第13話のエンディングテーマ。作詞はSpirit Garden、作曲・編曲は笠井雄太。
| 使用話                       | 曲名                                    | 歌手                             | 作詞          | 作曲     | 編曲     |
| ---------------------------- | --------------------------------------- | -------------------------------- | ------------- | -------- | -------- |
| 1 - 3・5・7・10・12・ 15・17 | OVER THE BLAZE                          | プリンセス・ジール（藤本侑里）   | Spirit Garden | 笠井雄太 | 笠井雄太 |
| 1                            | STARLIGHT                               | 識辺かがり（藤本侑里）           | Spirit Garden | 菊田大介 | 菊田大介 |
| 1・10                        | 輝いてくキミのため                      | 陽ノ下なつ（藍村光）             | Spirit Garden | 菊田大介 | 菊田大介 |
| 2 - 5・7・12・ 14・18        | イノセントコール                        | プリンセス・リップル（葵あずさ） | Spirit Garden | 菊田大介 | 菊田大介 |
| 5・6・10 - 12・ 14・16       | 激光 It's ME!                           | プリンセス・ミーティア（橘杏咲） | Spirit Garden | 竹田祐介 | 竹田祐介 |
| 8・9・11・12                 | TRIAD FORCE                             | オルケリア                       | Spirit Garden | 菊田大介 | 笠井雄太 |
| 12                           | 使命は赤きセレナーデ -Ver. First Blood- | カリスト（小林千晃）             | Spirit Garden | 笠井雄太 | 笠井雄太 |
| 13                           | エスコートダイヤモンド                  | カリスト（小林千晃）             | Spirit Garden | 菊田大介 | 菊田大介 |
| 16                           | エクストリーム リ・ボーン               | プリンセス・ミーティア（橘杏咲） | Spirit Garden | 笠井雄太 | 笠井雄太 |
| 17                           | SOULISM                                 | 識辺かがり（藤本侑里）           | Spirit Garden | 竹田祐介 | 竹田祐介 |
| 17・19                       | Only Yours                              | プリンセス・ジール（藤本侑里）   | Spirit Garden | 菊田大介 | 菊田大介 |
| 18                           | ファイト・マイト・ミー！                | プリンセス・リップル（葵あずさ） | Spirit Garden | 竹田祐介 | 竹田祐介 |

## 各話リスト
| 話数 | サブタイトル             | 脚本     | 絵コンテ         | 演出                         | 作画監督 | 総作画監督                 | 初放送日      |
| ---- | ------------------------ | -------- | ---------------- | ---------------------------- | --- | -------------------------- | ------------- |
| #01  | このすばらしきせかい     | 逢空万太 | 関根侑佑         | 関根侑佑                     | 井本由紀 濱口漠 山吉一幸 原口渉 大槻南雄 BEEP BigOwl リバイバル 育松アニメーション                                                    | 秋山由樹子                 | 2025年 4月6日 |
| #02  | 女の子の一生懸命         | 逢空万太 | 澤井幸次         | 小柴純弥                     | 竹森由加 錦戸未奈 くらとし 重松しんいち しのざきあきら しまいし 柴田知波 宮本武史                                                     | 秋山由樹子                 | 4月13日       |
| #03  | 決意完了！               | 逢空万太 | 二瓶勇一         | 村上勉                       | 陳潔瓊 李品華 趙親雲 松本勝次 | 秋山由樹子 山吉一幸        | 4月20日       |
| #04  | 一条ながせは流れない     | 逢空万太 | ワタナベシンイチ | 小野田雄亮                   | 清水雄介 半扇門 暁 | 秋山由樹子 山吉一幸        | 4月27日       |
| #05  | 流星、闇を切り裂いて     | 逢空万太 | 大畑晃一         | 福多潤                       | 北島勇樹 本田創一 小牧容子 川口弘明 髙野菜央 前田綾 大槻南雄 片山敬介 雪夜野ノノ 森林恵 BEEP RadPlus reboot リバイバル ワン・オーダー | 秋山由樹子 山吉一幸        | 5月4日        |
| #06  | 歌姫の休息               | 逢空万太 | 成田歳法         | 守田芸成                     | 永野美春 川添亜希子 萩原正人 林隆洋                                                                                                   | 澤入祐樹                   | 5月11日       |
| #07  | 予感、新たなり           | 逢空万太 | 関根侑佑         | 小柴純弥                     | 竹森由加 原口渉 大槻南雄 BEEP Big Owl                                                                                                 | 平田和也                   | 5月18日       |
| #08  | プリンセッション         | 逢空万太 | 澤井幸次         | 村上勉 原田みなみ            | 陳潔瓊 李品華 趙親雲 松本勝次 | 澤入祐樹 平田和也 山吉一幸 | 5月25日       |
| #09  | 「好き」は無敵           | 逢空万太 | 尾上皓紀         | 尾上皓紀                     | 大槻南雄 原口渉 重松しんいち 黄志華 廖敏恵 BEEP                                                                                       | 山吉一幸                   | 6月1日        |
| #10  | みかん奮闘記             | 逢空万太 | ワタナベシンイチ | 小野田雄亮                   | 清水雄介 | 山吉一幸                   | 6月8日        |
| #11  | カリストの影             | 逢空万太 | ワタナベシンイチ | 小柴純弥                     | 竹森由加 原口渉 髙野菜央 BEEP RadPlus ワン・オーダー                                                                                  | 山吉一幸                   | 6月15日       |
| #12  | 楽園に涙はいらない       | 逢空万太 | ワタナベシンイチ | 福多潤                       | 永野美春 川添亜希子 萩原正人 林隆洋 藁科将人                                                                                          | 山吉一幸                   | 6月22日       |
| #13  | あなたとインターリュード | 逢空万太 | 海野なまこ       | 小柴純弥                     | 竹森由加 大槻南雄 井本由紀 BEEP BigOwl リバイバル                                                                                     | 山吉一幸                   | 7月6日        |
| #14  | 発明を始めよう           | 逢空万太 | 澤井幸次         | 村上勉 原田みなみ 下栃棚結奈 | 陳潔瓊 李品華 趙親雲 马宝林 | 山吉一幸                   | 7月13日       |
| #15  | なりたい自分             | 逢空万太 | 関根侑佑         | 尾上皓紀                     | 井本由紀 くらとし ECHO Animation BEEP ワン・オーダー                                                                                  | 澤入祐樹                   | 7月20日       |
| #16  | キラキラの守り人         | 逢空万太 | ワタナベシンイチ | 小野田雄亮                   | 清水雄介 | 山吉一幸                   | 7月27日       |
| #17  | 律動する熱情             | 逢空万太 | 澤井幸次         | 小柴純弥                     | 原口渉 大槻南雄 井本由紀 瀬戸良兼 BEEP リバイバル 神龍 ゼロワン 暁                                                                    | 山吉一幸                   | 8月3日        |
| #18  | 受け継がれる居場所       | 逢空万太 | 澤井幸次         | 福多潤                       | 鈴木FALCO 小林宏平 小林茉利奈 BEEP RadPlus                                                                                            | 山吉一幸                   | 8月10日       |
| #19  | 自由の意味は             | 逢空万太 | 海野なまこ       | 粟井重紀 畝﨑祐大 下栃棚結奈 | 陈潔琼 李品華 马宝林 胡威 赵晨 | 山吉一幸                   | 8月17日       |

## 放送局
| 放送期間                   | 放送時間           | 放送局                             | 対象地域                                                    | 備考                      |
| -------------------------- | ------------------ | ---------------------------------- | ----------------------------------------------------------- | ------------------------- |
| 2025年4月6日 -             | 日曜 9:00 - 9:30   | テレビ東京（製作局） ほか系列全6局 | 北海道・関東広域圏・愛知県・ 大阪府・岡山県・香川県・福岡県 |                           |
| 2025年4月8日 -             | 火曜 22:00 - 22:30 | AT-X                               | 日本全域                                                    | CS放送 / リピート放送あり |
| 全放送局で字幕放送を実施。 |                    |                                    |                                                             |                           |

| 配信開始日   | 配信時間               | 配信サイト | 備考     |
| ------------ | ---------------------- | --- | -------- |
| 2025年4月6日 | 日曜 9:30 以降順次更新 | Amazon Prime Video ABEMA バンダイチャンネル dアニメストア DMM TV FOD Hulu J:COM STREAM Lemino ニコニコ生放送 ニコニコチャンネル TELASA TVer U-NEXT アニメ放題 アニメタイムズ milplus HAPPY!動画 |          |
|              | 日曜 9:30 更新         | YouTube（アリスピアチャンネル、タカラトミーチャンネル） | [ 注 2 ] |

## 関連商品
音楽・映像ソフトは全てキングレコード（KING AMUSEMENT CREATIVE）より発売。

### CD
| 発売日        | タイトル                                      | 規格品番  |
| ------------- | --------------------------------------------- | --------- |
| 2025年4月23日 | ゼッタイ歌姫宣言ッ！ / 君とつなぐオーケストラ | KICM-3386 |
| 2025年6月4日  | イノセントコール                              | KICM-3387 |
| 2025年6月4日  | OVER THE BLAZE                                | KICM-3388 |
| 2025年6月4日  | 激光 It's ME!                                 | KICM-3389 |
| 2025年9月17日 | ファイト・マイト・ミー!                       | KICM-3390 |
| 2025年9月17日 | Only Yours                                    | KICM-3391 |
| 2025年9月17日 | エクストリーム リ・ボーン                     | KICM-3392 |

### BD
| 巻 | 発売日            | 収録話         | 規格品番        |
| -- | ----------------- | -------------- | --------------- |
| 1  | 2025年8月27日予定 | 第1話 - 第12話 | KIXA-90999/1000 |

### キャラクター玩具
玩具はタカラトミーから発売されており、ジュエルベルのなりきり変身玩具や子供向けコスチューム、ぬいぐるみ、アクリルスタンドなどがラインナップされている。

## イベント
プリンセッション・オーケストラ 1st EVENT「DREAM SESSION」
2025年8月3日に大手町三井ホールにて開催された。昼夜2公演。作品を振り返るトークコーナーやゲームコーナー、キャラクターショー、声優陣（葵あずさ、藤本侑里、橘杏咲）によるミニライブで構成・開催された。
プリンセッション・オーケストラ 2nd EVENT
2025年12月21日にKAAT神奈川芸術劇場にて開催される予定。

## 関連番組
プリンセッション・オーケストラ放送直前特番
放送前週の2025年3月30日7時よりテレビ東京系列全6局で放送された特番で、4月1日（3月31日深夜）1時30分よりテレビ東京で再放送されたほか、未放送分も含めたアーカイブ配信も公式YouTubeチャンネルで行っている。
プリンセス役の声優3人とキャラクターたちが出演し、アニメの世界観やキャラクター、作品の見所を紹介した。また、放送時の番組後半では、本作品を含めた2025年4月からのテレビ東京系の子供向け番組のラインナップも紹介した。
総集編①「ダ・カーポ」
第1話から第12話までの総集編。2025年6月29日9時よりテレビ東京系列全6局で放送され、後日AT-Xでも放送された。後に公式YouTubeチャンネルでも配信された。